# مزلق
المشحمات أو المزلّقات هي مواد التي تقلل الاحتكاك بين سطوح الأجسام المتحركة المتصله ببعضها البعض عن طريق التزليق. وهي غالبا زيوت وتعرف باسم زيت محرك وتستخدم في السيارات وفي تشحيم محركات السفن . و من الممكن أن يكون المشحم ذو قوام، مثل الفازلين . تعمل المشحم على تفض احتكاك الأجزاء المتحركة بعضها البعض، وخفض درجة حرارة تلك الأجزاء وحمايتها من الصدأ ومن مواد تعطلها .
زيوت التشحيم تعمل عن طريق اختراق الفجوة بين هذه السطوح، مثل الفجوات بين التروس أوالمفاصل، وتكوين طبقة من الشحم تعمل على انزلاق تلك السطوح المتحركة وتقلل من شدة احتكاكها .
زيوت التشحيم تحتوي على مواد لها خصائص لزوجة مناسبة مثل زيت السيليكون، و غليكول الإيثيلين ودهون خاصة لضبط لزوجتها . ومنها بصفة عامة ثلاثة أنواع : زيت تشحيم خفيف اللزوجة يناسب تطبيقات التشحيم المعتادة، ومشحم مخفض اللزوجة يناسب تشحيم المحركات ولأغراض صناعية، ومشحم عالي اللزوجة للاشغال الثقيلة.

## فوائد زيوت التشحيم الصناعية في الآلات الصناعية
توفر زيوت موبيل الصناعية SHCمزايا لا يمكن أن تضاهيها الزيوت المعدنية. لقد أصبحت زيوت تشحيم SHC أكثر أهمية في ظل ظروف التشغيل القاسية، مثل درجات الحرارة العالية والأحمال والضغوط، عمليات التشغيل والإيقاف المتكررة، نطاقات درجة حرارة التشغيل الواسعة، بهدف المساعدة في ضمان عمليات موثوقة سواء بالنسبة للتروس أو الضواغط أو المحامل أو ضواغط الهواء.
على سبيل المثال، يُعد الحد الأعلى للتشغيل في زيوت Mobil SHC أعلى بكثير من درجات حرارة التشغيل القصوى للزيوت المعدنية عالية الجودة. ومع الثبات الحراري الممتاز ومقاومة الأكسدة، يمكن تقليل تكوين الرواسب مع تمديد فترات تصريف الزيت.
كل هذه الخصائص لزيوت السعة الحرارية النوعية موبيل تؤدي إلى إيجابية أخرى محتملة: وهي كفاءة الطاقة. توفر المواد الصناعية طبقة تشحيم أكثر سماكة في درجة حرارة التشغيل مقارنًة بالزيوت المعدنية، مما يقلل من مدى لتلامس المعدن بالمعدن وفقدان الطاقة المصاحب.
أخيرًا، نظرًا لأن زيوت السعة الحرارية النوعية موبيل لديها معامل سحب منخفض، فإنها تعمل بشكل أفضل تحت الضغط العالي. يمكن أن تساعد زيوت السعة الحرارية النوعية موبيل في تحسين التشغيل وتوافر المعدات واحتمالية تحسين الإنتاجية.

## زيت تشحيم مستهلك

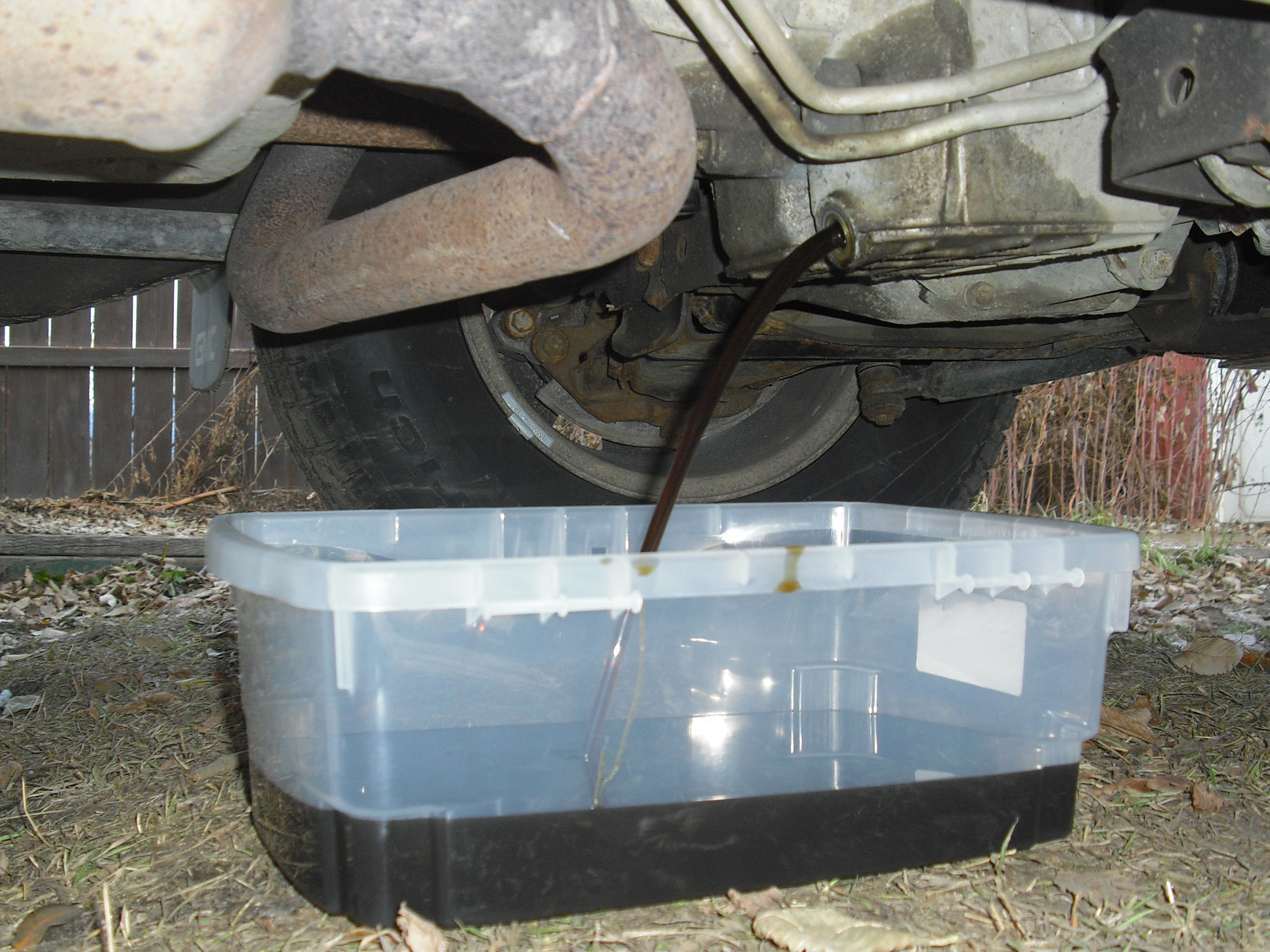
تفريغ زيت تشحيم مستهلك من محرك سيارة.

زيت التشحيم المستهلك لا يصح التخلص منها في مناطق زراعية أو دلقها في أنهار ومجاري مائية . فعلى سبيل المثال فإن لتر واحد من زيت المحركات يتسبب في إفساد نحو مليون لتر من الماء .
لهذا أصدرت حكومات البلاد الأوروبية والأمريكية تشريعات تحرم إلقاء زيوت المحركات المستهلكة في البيئة، ووجوب تسليمها إلى البائع، حيث تجمع ويعاد تدويرها في مصانع إعادة التكرير . تستخلص المواد المفيدة من الزيت المستهلك، وأما الرواسب المتبقية فحجمها قليل ؛ تجمع هي الأخرى وتتخلص منها الإدارة المحلية بطريقة لا تضر السكان ولا تضر البيئة.

## تدوير زيت المحركات
يمكن تدوير زيت التشحيم المستهلك بطريقة إعادة التكرير لاستخلاص زيت التشحيم وفصل الشوائب وحبيبات معادن ثقيلة والأوساخ - واستخدامه مرة ثانية . بل يمكن منه أيضا إنتاج أنواع مختلفة من المشحمات ذات لزوجة مختلفة تناسب مختلف التطبيقات .
زيوت التشخيم هي زيوت معدنية في الغالب وتحضر من منتجات النفط، ولذلك فهي غير صالحة للأكل.

## اقرأ أيضا
- زيت محرك
- تدوير زيت المحركات